# マルティン・トゥルク
マルティン・トゥルク（Martini Turk、2003年8月21日 - ）は、スロベニア・コペル出身のサッカー選手。ルフ・ホジューフ所属。ポジションはGK。

## クラブ経歴
コペルに生まれ、NKヤルデン・デカニとFCコペルの下部組織を経て、2019年に15歳のトゥルクはイタリアのクラブであるパルマ・カルチョ1913へ入団した。2022年2月22日、セリエBのACピサ1909戦でプロデビューを果たした。
2022年7月19日、セリエCに所属していたACレッジャーナ1919へレンタル移籍をした。2022-23シーズンの前半戦のみのレンタルとなったが、同クラブで公式戦8試合に出場した。2022-23シーズンの後半戦はセリエAのUCサンプドリアへレンタル移籍。
2024年7月16日、ルフ・ホジューフに移籍した。

## 代表経歴
スロベニアの各世代別代表を経験しており、2021年6月にはプロ通算20試合にも満たない経験ながらスロベニア代表から初招集された。ジブラルタル代表との親善試合ではベンチ入りこそ果たしたものの、フル代表デビューは見送りとなった。

## 人物
パルマ・カルチョ1913からACレッジャーナ1919へレンタル移籍をする際にパルマでの同僚であり、元イタリア代表でもあったジャンルイジ・ブッフォンからアドバイスを受けた。